# Шарже д'афер
Шарже д'афер (от френски: chargé d'affaires – „натоварен с делата, въпросите“) в дипломацията е титла на два класа дипломати, които оглавяват дипломатически мисии временно. Постоянен пратеник – на френски: chargé d'affaires en pied или chargé d'affaires e.p., има същите функции като посланика, а chargés d’affaires ad interim или chargés d’affaires a.i. временно отговаря за дипломатическата мисия в отсъствието на акредитирана глава на мисията.